# Saint-Gaudent

Saint-Gaudent este o comună în departamentul Vienne, Franța. În 2009 avea o populație de 294 de locuitori.